# Neostorena
Neostorena es un género de arañas cazadoras de hormigas del orden Araneae. Fue descrito por William Joseph Rainbow en 1914.

## Especies
- N. grayi Jocqué, 1991
- N. minor Jocqué, 1991
- N. spirafera (L. Koch, 1872)
- N. torosa (Simon, 1908)
- N. venatoria Rainbow, 1914
- N. victoria Jocqué, 1991
- N. vituperata Jocqué, 1995